# 衡定状态
衡定状态（steady state）是指当车辆行驶在弯道中达到某一特定速度时（这个速度决定于车辆轮胎性能、悬架特性和转向特性），车辆进入的一种无法通过增大转向轮角度而改变车辆行驶线路的状态。这种状态的起因是因为转向轮轮胎的偏滑角（slip angle）已经达到最大限度，增大转向轮角度也不会产生更大的偏滑角，只会使得轮胎接地面与地面发生相对移动而失去抓地力（grip）。车辆进入衡定状态表现为方向盘变轻，无论如何增大转向角度也无法改变车辆行进线路。